# 速動資金
（英語：或），指的是會計賬目上流動資產中可以即時变现的金額，再減去流动负债的金額，所得出的凈值金額。“速動資金”可能是正值，也可能是負值。如果金融機構的“速動資金”是負值，即它不能應付擠提的風險，除非有外部財力支持。
註：速動資金不只是現金加不記名有價證券的總和金額。

## 外部参考
- 香港証監會解釋: 證券及期貨(財政資源)條例 持牌法團速動資金規定
- 香港法例第571N章第6條 持牌法團速動資金規定 （页面存档备份，存于）